# Jürgen Freyschmidt
Jürgen Freyschmidt (* 3. August 1940 in Bremen) ist ein deutscher Radiologe mit besonderem Interesse an Skeletterkrankungen und Knochentumoren.

## Biografie
Freyschmidt promovierte 1967 zum Dr. med. an der Georg-August-Universität Göttingen. 1973 habilitierte er sich an der Medizinischen Hochschule Hannover. Sie ernannte ihn zum außerplanmäßigen Professor. Er wurde Chefarzt der Radiologischen Abteilung im Klinikum Bremen-Mitte. Nach der Pensionierung betrieb er bis 2024 eine privatmedizinische Beratungsstelle für Osteoradiologie.
1988 erschien die 1. Auflage des Lehrbuchs über die Knochentumoren, das er mit dem Hannoveraner Pathologen Helmut Ostertag geschrieben hatte. Das Buch wurde schon damals als europäisches Gegenstück zu den amerikanischen Standardwerken (Dahlin, Schajowicz) gesehen.

## Ehrenämter
- Vorsitzender des Direktoriums der Akademie für Fort- und Weiterbildung der Deutschen Röntgengesellschaft[8]
- Vorsitzender des Berufsverbandes Deutscher Radiologen[8]
- Vorsitzender der Bremer Akademie für Fort- und Weiterbildung in der Radiologie[9]

## Ehrungen
- Ernst-von-Bergmann-Plakette[8]
- Hermann Rieder-Medaille der Deutschen Röntgengesellschaft (2003)[8][9]
- Ehrenmitglied der European Society of Sceletal Radiology (2003)[8][9]
- Founder’s Medaille in Gold der International Skeletal Society[8][10]
- Felix Wachsmann-Preis der Akademie für Fort- und Weiterbildung in der Radiologie (2008)[11]

## Veröffentlichungen

### Autorenschaft
- Gelenkerkrankungen. Springer, Berlin/Heidelberg 1985.
- mit Gisela Freyschmidt: Haut-, Schleimhaut- und Skeletterkrankungen. SKIBO-Diseases – eine dermatologisch-klinisch-radiologische Synopse. Springer, Berlin 1996.
- mit Joachim Brossmann, André Gahleitner, Alban Köhler: Köhler–Zimmer – Grenzen des Normalen und Anfänge des Pathologischen in der Radiologie des kindlichen und erwachsenen Skeletts. Thieme, Stuttgart 2001, GoogleBooks
- Skeletterkrankungen. Klinisch-radiologische Diagnose und Differentialdiagnose. Springer, Berlin / New York 1993; Neuauflage ebenda 2008.
- mit Helmut Ostertag und Gernot Jundt: Knochentumoren mit Kiefertumoren. Klinik–Radiologie–Pathologie, 3. Auflage. Springer, Berlin 2010, ISBN 978-3-540-75152-6.
- Schwierige Diagnosen in der Skelettradiologie. Thieme, Stuttgart 2013.

### Herausgeber
- Handbuch diagnostische Radiologie, Springer, Berlin / Heidelberg 2003–2007.
  - mit Theodor Schmidt: Strahlenphysik, Strahlenbiologie, Strahlenschutz. 2003, GoogleBooks
  - mit Thomas J. Vogl, Jörn Oliver Balzer, Theodor Schmidt, Michael Galanski: Kopf–Hals. 2002, GoogleBooks
  - mit Michael Galanski, Thomas J. Vogl, Alexander Bankier, Jörn Oliver Balzer: Thorax. 2003, GoogleBooks
  - mit Volkmar Nicolas und S. H. Heywang-Köbrunner: Urogenitaltrakt, Retroperitoneum, Mamma. 2004, ISBN 978-3-540-41423-0.
  - mit D. Hahn: Kardiovaskuläres System. 2007, ISBN 978-3-540-41420-9.
  - mit Axel Stäbler: Muskuloskelettales System
    1. Skelettszintigraphie, Traumatologie, Osteomyelitis. 2004, ISBN 978-3-540-41424-7.
    2. mit K. Bohndorf: Entzündliche Erkrankungen, Knochen- und Gelenktumoren. 2005, ISBN 978-3-540-41425-4.
    3. Systemische Skeletterkrankungen, Erkrankungen der Gelenke. 2005, ISBN 978-3-540-24229-1, GoogleBooks

  - mit S. Feuerbach: Gastrointestinales System. 2007, ISBN 978-3-540-41418-6, GoogleBooks